# Mervyn Wingfield (7e vicomte Powerscourt)
Mervyn Edward Wingfield (13 octobre 1836 - 5 juin 1904) est un pair irlandais.

## Biographie
Il devient vicomte Powerscourt en 1844 à la mort de son père Richard Wingfield. Sa mère est Elizabeth Frances Charlotte, fille de Robert Jocelyn.
Le 26 avril 1864, Wingfield épouse Lady Julia Coke, fille de Thomas Coke. Ils ont cinq enfants: 
- Mervyn Wingfield (1880-1947), arrière grand-père de Sarah, duchesse d'York
- Maurice Anthony Wingfield (21 juin 1883 - 14 avril 1956), épousa Sybil Frances Leyland
- Olive Elizabeth Wingfield (6 novembre 1884 - mai 1978), mariée à William John Bates van de Weyer (en)
- Clare Meriel Wingfield (5 juin 1886-1969), mariée à Arthur Chichester (4e baron Templemore)
- Lilah Katherine Julia Wingfield (13 janvier 1888-1981), mariée à Clive Morrison-Bell (en), 1er baronnet

Powerscourt est nommé chevalier de l'Ordre de Saint-Patrick le 2 août 1871. Il est créé baron Powerscourt dans la pairie du Royaume-Uni en 1885, ce qui lui permet de siéger à la Chambre des lords.

## Collection d'art
Lord Powerscourt collectionne les peintures comme passe-temps et publie un catalogue en 1903 intitulé Description et histoire de Powerscourt.